# Pigmentiphaga
Pigmentiphaga es un género de bacterias gramnegativas de la familia Alcaligenaceae. Fue descrito en el año 2001. Su etimología hace referencia a comer tintes. Son bacterias aerobias o anaerobias facultativas y de movilidad variable. Se encuentran en suelos, aguas residuales y también se han aislado de árboles.

## Taxonomía
Actualmente existen 6 especies descritas:
- Pigmentiphaga aceris
- Pigmentiphaga daeguensis
- Pigmentiphaga humi
- Pigmentiphaga kullae
- Pigmentiphaga litoralis
- Pigmentiphaga soli